# Pseudochalcura
Pseudochalcura är ett släkte av steklar. Pseudochalcura ingår i familjen Eucharitidae.
Kladogram enligt Catalogue of Life:
| Pseudochalcura | \| \| Pseudochalcura americana \| \| \| \| \| \| Pseudochalcura atra \| \| \| \| \| \| Pseudochalcura chilensis \| \| \| \| \| \| Pseudochalcura condylus \| \| \| \| \| \| Pseudochalcura excruciata \| \| \| \| \| \| Pseudochalcura frustrata \| \| \| \| \| \| Pseudochalcura gibbosa \| \| \| \| \| \| Pseudochalcura liburna \| \| \| \| \| \| Pseudochalcura nigrocyanea \| \| \| \| \| \| Pseudochalcura pauca \| \| \| \| \| \| Pseudochalcura prolata \| \| \| \| \| \| Pseudochalcura sculpturata \| \| \| \| \| \| Pseudochalcura septuosa \| \| \| \| |
|                | \| \| Pseudochalcura americana \| \| \| \| \| \| Pseudochalcura atra \| \| \| \| \| \| Pseudochalcura chilensis \| \| \| \| \| \| Pseudochalcura condylus \| \| \| \| \| \| Pseudochalcura excruciata \| \| \| \| \| \| Pseudochalcura frustrata \| \| \| \| \| \| Pseudochalcura gibbosa \| \| \| \| \| \| Pseudochalcura liburna \| \| \| \| \| \| Pseudochalcura nigrocyanea \| \| \| \| \| \| Pseudochalcura pauca \| \| \| \| \| \| Pseudochalcura prolata \| \| \| \| \| \| Pseudochalcura sculpturata \| \| \| \| \| \| Pseudochalcura septuosa \| \| \| \| |
|                | Pseudochalcura americana |
|                | |
|                | Pseudochalcura atra |
|                | |
|                | Pseudochalcura chilensis |
|                | |
|                | Pseudochalcura condylus |
|                | |
|                | Pseudochalcura excruciata |
|                | |
|                | Pseudochalcura frustrata |
|                | |
|                | Pseudochalcura gibbosa |
|                | |
|                | Pseudochalcura liburna |
|                | |
|                | Pseudochalcura nigrocyanea |
|                | |
|                | Pseudochalcura pauca |
|                | |
|                | Pseudochalcura prolata |
|                | |
|                | Pseudochalcura sculpturata |
|                | |
|                | Pseudochalcura septuosa |
|                | |